# Bůh s námi – od defenestrace k Bílé hoře
Bůh s námi – od defenestrace k Bílé hoře je český výpravný televizní film režiséra Zdeňka Jiráského. Česká televize ho premiérově vysílala 13. května 2018 na stanici ČT1. Snímek vznikl ke čtyřsetletému výročí začátku třicetileté války a vypráví o prvních třech letech války, tj. defenestraci, Českém stavovském povstání, bitvě na Bílé hoře a popravě českých pánů.

## Výroba
Film s pracovním názvem Defenestrace byl natáčen na zámku Kratochvíle a v katedrále svatého Víta v Praze. Plánováno bylo také natáčení na zámku v Telči, Švihově, v zámeckých zahradách v Kroměříži, v katedrále v Kolíně nad Rýnem či v bývalém vojenském újezdu Brdy. Film koprodukovaly rakouská televize ORF a francouzsko-německá kulturní stanice ARTE.
Režisér Jiráský vyzdvihl výtvarný potenciál snímku – renesanční interiéry, kostýmy a i několik válečných scén. Mluvčí ČT Alžběta Plívová zmínila, že bitevní scény budou pojednány stylizovaně; snímek má být postaven hlavně na komorních dialogových obrazech.

## Obsazení
| Karel Dobrý      | Jindřich Matyáš Thurn               |
| Eva Josefíková   | Eleonora Gonzagová                  |
| Tereza Hofová    | Zuzana Alžběta Thurnová             |
| Ondřej Malý      | římský císař Ferdinand II.          |
| Štěpán Kozub     | „zimní král“ Fridrich Falcký        |
| Sara Sandeva     | Alžběta Stuartovna                  |
| Jiří Maryško     | Abraham Scultetus                   |
| Robert Mikluš    | Kryštof Harant z Polžic a Bezdružic |
| Marek Pospíchal  | Filip Fabricius                     |
| Hynek Chmelař    | Linhart Colona z Felsu              |
| Adrian Jastraban | Vilém Slavata z Chlumu a Košumberka |
| Pavel Tesař      | Jaroslav Bořita z Martinic          |
| Jiří Černý       | Wilhelm Lamormain                   |
| Zdeněk Černín    | Václav Budovec z Budova             |
| Ondřej Bauer     | Jáchym Ondřej Šlik                  |
| Dan Dittrich     | Václav Vilém z Roupova              |
| Michal Dalecký   | mladý důstojník                     |
| Daniela Šišková  | komorná                             |